# Mesogona decepta
Mesogona decepta är en fjärilsart som beskrevs av Augustus Radcliffe Grote 1881. Mesogona decepta ingår i släktet Mesogona och familjen nattflyn. Inga underarter finns listade i Catalogue of Life.